# Кочующий музей

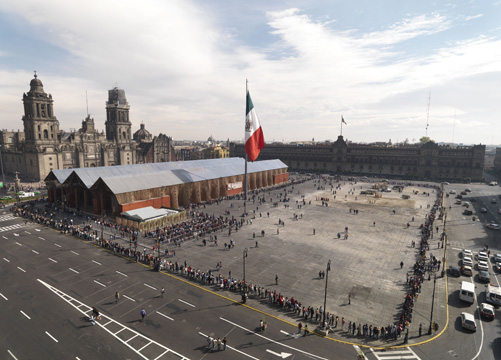
День открытия выставки Пепел и снег в Кочующем музее в Мехико, 19 января 2008 г.

Кочующий музей (англ. Nomadic Museum) — временное сооружение для демонстрации выставки фотографий и фильмов Грегори Кольбера «Пепел и снег» (Ashes and Snow). Первый Кочующий музей с выставкой «Пепел и снег» открылся в городе Нью-Йорке в марте 2005 г. Музей побывал в 2006 г. в Санта-Монике, штат Калифорния, в 2007 г. в Токио и в 2008 г. в Мехико.
Идея постоянно переезжающего музея пришла к Кольберу в 1999 г. Он представил себе такое сооружение, которое могло бы быть оперативно собрано или утилизировано на новом месте и служило бы архитектурным компонентом инсталляции, совершающей кругосветное путешествие.
Первая публичная инсталляция «Пепел и снег» в венецианском Арсенале, открывшаяся в 2002 г., послужила вдохновляющим началом для разработки эстетических и архитектурных концепций Кочующего музея.
Кольбер преобразил интерьер Арсенала, применяя элементы атмосферного освещения, используя камень и занавеси, изготовленные из миллиона прессованных бумажных мешочков из-под цейлонского чая, а также минималистские средства освещения. Основанный в 1104 г., Арсенал первоначально предназначался для постройки и спуска на воду галер, выходивших в море по венецианским каналам. Внутренняя архитектура здания обеспечила идеальную сцену для выставки «Пепел и снег»: монументальное пространство изящно обрамляло крупноформатные фотографические работы и фильмы Кольбера. Выставка пользовалась успехом среди критиков и посетителей и продолжает оставаться одной из самых популярных экспозиций работ одного автора в Европе.
Первоначально представлявший собой конструкцию из транспортных контейнеров, архитектурный дизайн сооружения развивается по мере того, как музей переезжает на новые места. Последнее по времени сооружение Кочующего музея в районе Сокало в Мехико было крупнейшим бамбуковым строением в истории.
Спроектированный Симоном Велесом в сотрудничестве с Грегори Кольбером, Кочующий музей занимал 5130 м² и состоял из двух галерей и трех различных театров. Впервые вода стала частью дизайна Кочующего музея, который был окружен каналами. Этот архитектурный подход отражал символическое значение Зокало, центра древнего Теночтитлана, города, заложенного ацтеками на небольшом острове посреди озера Тешкоко в 1325 году.
Подобно другим элементам инсталляции «Пепел и снег», музей стал текущим проектом, преобразующимся в новых местах, адаптирующимся к новым условиям и развивающим художественное содержание самой выставки. Кольбер продолжает сотрудничать с архитекторами-новаторами, внедряя самые последние разработки в сфере архитектурного проектирования с учётом будущих потребностей и придавая новую выразительность странствующему музею.
Выставка «Пепел и снег» в Кочующем музее планировалась к открытию в Бразилии в начале 2009 года.